# Старая Скварява
Старая Скварява (укр. Стара Скварява) — село в Жолковской городской общине Львовского района Львовской области Украины.
Население по переписи 2001 года составляло 1090 человек. Занимает площадь 9,71 км². Почтовый индекс — 80354. Телефонный код — 3252.